# Fallen Angel (пісня Three Days Grace)
«Fallen Angel» (англ. Павший янгол) — четвертий та фінальний сингл п'ятого студійного альбому канадського рок-гурту Three Days Grace — «Human». В США пісня вийшла 15 вересня 2015.

## Список пісень
| Стандартний сингл | Стандартний сингл | Стандартний сингл                                                                                        | Стандартний сингл |
| #                 | Назва             | Автор | Тривалість        |
| ----------------- | ----------------- | --- | ----------------- |
| 1.                | «Fallen Angel»    | Ніл Сандерсон, Бред Волст, Gavin Brown, Баррі Сток, Метт Волст, Christopher Millar, Joey Moi, Ted Bruner | 3:09              |
| 3:09              |                   | |                   |

## Чарти
| Чарт (2015)                    | Місце |
| ------------------------------ | ----- |
| U.S. Billboard Mainstream Rock | 6     |
| Canada (Canadian Rock Songs)   | 16    |